# Bọ xít hôi
Bọ xít hôi hay bọ xít dài (Danh pháp khoa học: Leptocorisa) là một loài bọ xít trong họ Alydidae. Chúng là một loài côn trùng gây hại cho các loài cây lương thực, chủ yếu là lúa. Bọ xít hôi xuất hiện ở hầu hết các quốc gia trồng lúa trên thế giới như Ấn Độ, Bangladesh, Bhutan, Myanmar, Indonesia, Campuchia, Lào, Malaysia, Nepal, Pakistan, Philippines, Thái Lan, miền nam Trung Quốc, Nhật Bản, Triều Tiên và Việt Nam.

## Đặc điểm
Con trưởng thành có màu xanh pha màu vàng nâu, con cái có thân dài hơn con đực. Con cái ở cuối đốt bụng thứ 7-8 chẻ đôi thành hai phiến, giữa có một đường xẻ dọc. Con đực cuối đốt bụng tròn tù. Đặc trưng của bọ xít dài có đầu dài, hai phiến của cạnh đầu nhô ra trước như dạng ngón tay. Mát kép hình bán cầu, màu nâu đậm.
Râu đầu có 4 đốt, đốt râu thứ nhất dài hơn đốt râu thứ hai theo tỉ số 3:2, đốt râu thứ hai dài hơn độ dài đầu + mảnh lưng ngực trước. Mảnh lưng ngực trước phía trước hẹp hơn phía sau. Phần da cánh phía mép trước màu lục, các phần khác màu nâu hạt chè, phần màng của cánh màu nâu đậm. Cuối ngọn và gốc đốt chày chân sau màu đen.

## Vòng đời
Trứng đẻ thành ổ, từ 1–2 hàng dọc trên cả hai mặt lá lúa (từ 10–15 quả). Đa số đẻ ở mặt trên và ngoài mép lá, có khi đẻ trên bẹ lá. Trứng nở vào buổi sáng. Trứng hình bầu dục, có vết lõm ở giữa, mới đẻ có màu trắng đục, sau chuyển dần màu nâu. Bọ xít non có hình dáng giống trưởng thành, có màu vàng lục. Vòng đời của bọ xít dài khoảng 31,5–37 ngày, trong đó:
- Giai đoạn trứng: 6-7 ngày.
- Giai đoạn sâu non: 17-22 ngày.
- Giai đoạn trưởng thành: 7-8 ngày.

Bọ xít non mới nở sống tập trung quanh ổ trứng, nhưng chỉ sau 2–3 giờ là phân tán lên bông lúa để chích hút nhựa cây và sau 2–5 ngày lột xác lần thứ nhất. Con trưởng thành đẻ hoạt động giao phối vào ban ngày, nhất là lúc sáng sớm và chiều mát, buổi trưa nằm im. Một con cái đẻ trung bình từ 250–300 trứng, bọ xít trên lúa đẻ khoẻ hơn trên cỏ. Bọ xít dài trưởng thành khi hút dịch ở bông lúa non nếu bị khua động thì rơi ngày xuống và lẩn trốn ngay lập tức. 